# Braulio Baeza
Braulio Esteban Baeza Figueroa (Rancagua, Chile, 1 de julio de 1990) es un futbolista chileno. Juega de mediocampista, se encuentra sin equipo.

## Clubes
| Club                  | País  | Año       |
| --------------------- | ----- | --------- |
| O'Higgins             | Chile | 2008-2010 |
| Unión Temuco          | Chile | 2011-2013 |
| Deportes Puerto Montt | Chile | 2013-2014 |
| Deportes Copiapó      | Chile | 2014-2015 |
| Curicó Unido          | Chile | 2015-2017 |
| Iberia                | Chile | 2017      |
| Deportes Puerto Montt | Chile | 2018-2019 |